# Tjernobog
Tjernobog eller Tjornobog (ryska: Чернобог; tjeckiska: Černoboh, "den svarte guden") är i slavisk mytologi mörkrets och ondskans mäktige gud, framställd i drak- eller lejonskepnad eller liknande. Framför allt hos venderna var Tjernobog en vida omtalad gudom. I mytologin strider Tjernobog mot Belobog, den vita guden.

## Etymologi
Namnet Tjernobog är bildat av de slaviska orden för svart gud, cherno (svart) och bogu (gud) och känns igen i många slaviska språk: Bulgariska och ryska Чернобог, makedoniska Crnobog, Црнобог, polska Czarnobóg, tjeckiska Černobůh, och serbiska crnobog.

## Historiska källor
En äldre historisk källa som behandlar slavisk mytologi och som nämner denna gud är det tyska verket Chronica Slavorum av den tyske krönikeskrivaren Helmold. Verket är från 1100-talet och behandlar vendernas gudatro.

## I populärkulturen

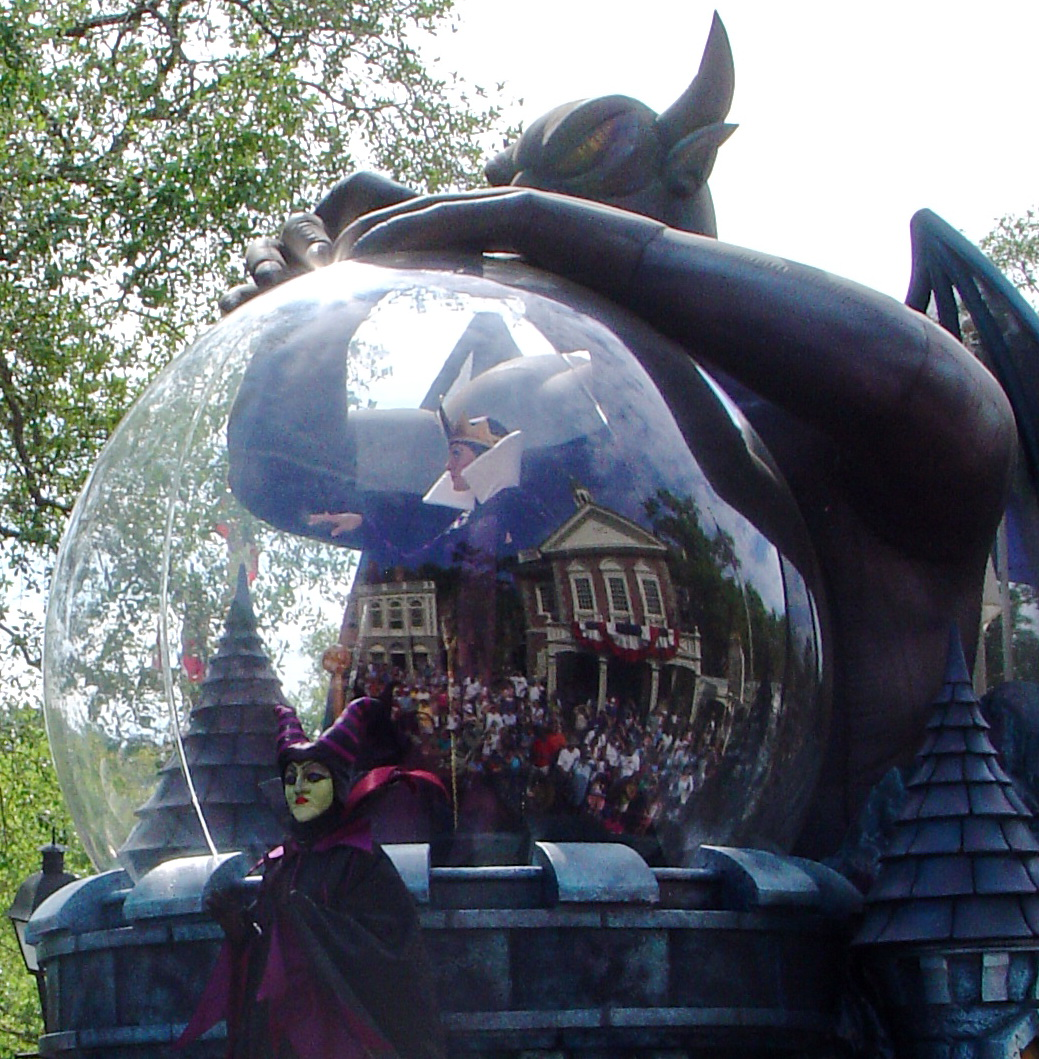
Chernabog i Fantasia (till höger) vid Walt Disney World.

Tjernobog har figurerat i diverse media. Som Chernabog finns han med i avsnittet "En natt på Blåkulla" i Disney's Fantasia (1940).